# KZ Warschau
Das Konzentrationslager Warschau wurde im Sommer 1943 auf den Ruinen des Warschauer Ghettos errichtet. Das Konzentrationslager wurde ab Ende April 1944 als Außenlager des KZ Majdanek geführt, war aber zu diesem Zeitpunkt schon in Auflösung begriffen. Am 28. Juli 1944 wurde das Konzentrationslager „evakuiert“.
Behauptungen, es habe sich beim Konzentrationslager Warschau um ein Vernichtungslager mit Gaskammer und ca. 200.000 Todesopfern gehandelt, sind historisch nicht belegt.

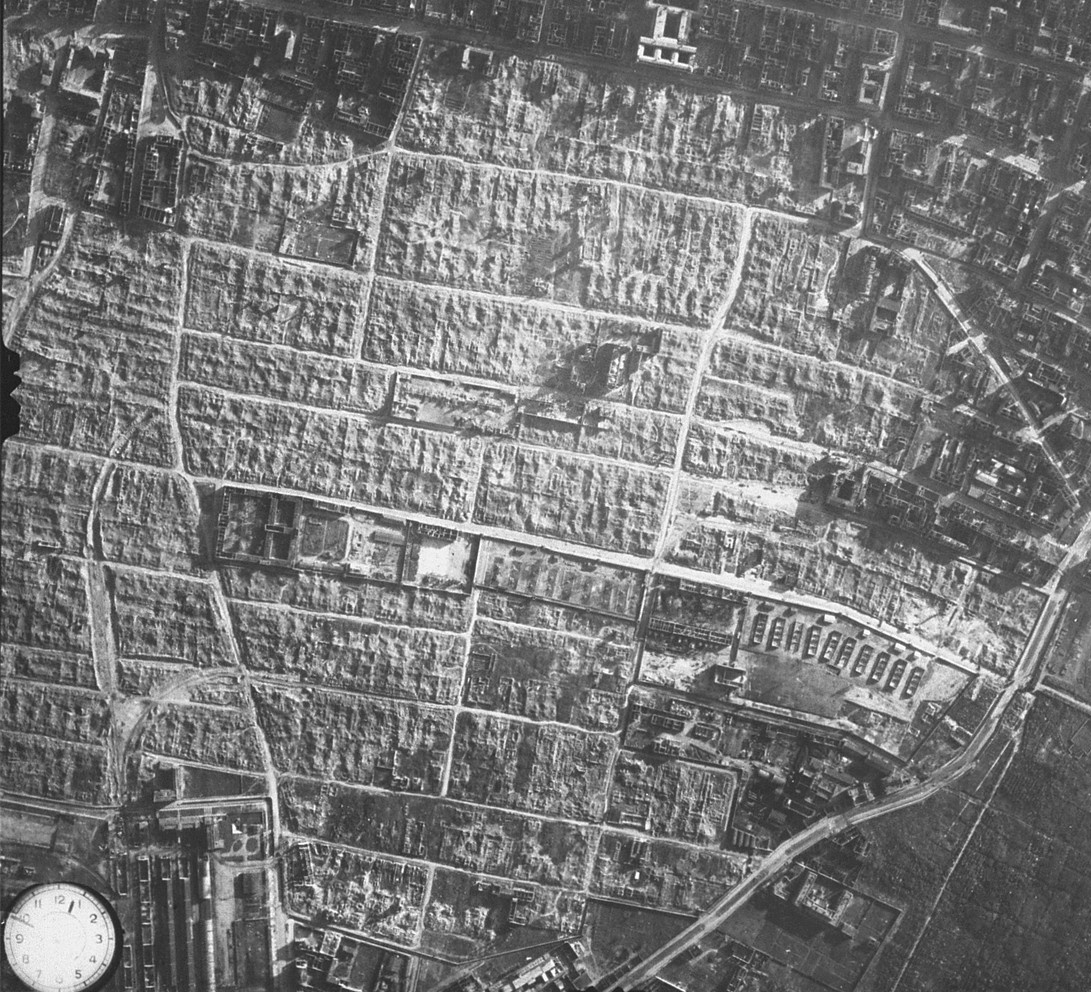
US-Luftbild-Aufnahme (ca. Nov 1944)

## Hintergrund und Vorgeschichte
Seit März 1942 löste die SS die Ghettos im Generalgouvernement schrittweise auf und verschleppte die Juden in Vernichtungslager der Aktion Reinhardt oder erschoss sie an Ort und Stelle. Am 22. Juli 1942 begann die von der SS so genannte Auflösung des Warschauer Ghettos. Die Rüstungsinspektion und der Höhere SS- und Polizeiführer (HSSPF) Friedrich-Wilhelm Krüger vereinbarten, jüdische Arbeiter und ihre Familien aus kriegswichtigen Betrieben von Deportationen zunächst auszunehmen. Diese Absprache wurde oft unterlaufen, Beschwerden häuften sich.
Heinrich Himmler forderte im Oktober 1942, alle Betriebe des Warschauer Ghettos zusammenzufassen und unter die Kontrolle des SS-Wirtschafts-Verwaltungshauptamtes (WVHA) zu stellen. Möglichst bald sollten die Betriebe mitsamt den Zwangsarbeitern als „geschlossene Konzentrationslagerbetriebe“ in den Distrikt von Lublin verlegt werden, um dort als SS-eigene Wirtschaftsunternehmen der Ostindustrie GmbH (OSTI) Wehrmachtsaufträge auszuführen.
Entgegen den Anweisungen Himmlers arbeiteten die Ghettobetriebe wie gewohnt weiter. Himmler forderte am 9. Januar 1943 erbost die sofortige Ausschaltung privater Firmen, ordnete die Verlagerung der Betriebe binnen sechs Wochen an und befahl, diejenigen Juden ins Vernichtungslager Treblinka zu deportieren, die nicht in kriegswichtigen Betrieben benötigt würden. Am 16. Februar 1943 verlangte Himmler, im Warschauer Ghetto ein Konzentrationslager einzurichten. Die Häftlinge sollten nach der Verlagerung der Betriebe die Gebäude im Wohnviertel abreißen und die Baumaterialien zur weiteren Nutzung sicherstellen.
Die Wiederaufnahme der Deportationen traf am 18. Januar 1943 auf bewaffneten Widerstand. Ein Großeinsatz zur gewaltsamen Räumung löste am 19. April den Aufstand im Warschauer Ghetto aus, der am 16. Mai 1943 mit der völligen Zerstörung des Ghettos endete.

## KZ Warschau
Der SS-Gruppenführer und Generalleutnant der Waffen-SS Jürgen Stroop schlug anschließend vor, das Dzielna-Gefängnis (polnisch: Pawiak) als Konzentrationslager zu nutzen und durch Häftlinge verwendbare Backsteine, Eisenträger und andere Materialien bergen zu lassen.
Tatsächlich wurde jedoch das Gebäude des ehemaligen Militärgefängnisses an der ulica Gęsia (dt. Gänsestraße; heute ul. Anielewicza), das Gęsiówka für das KZ Warschau genutzt; später war die Kommandantur darin untergebracht.

### Abriss des Ghettos
Die Fläche des Ghettos betrug 320 Hektar; ein Teil davon wurde der Zivilverwaltung abgetreten. 180 Hektar mit 2,64 Millionen Kubikmetern Mauerwerk sollten abgetragen werden. Das Vorhaben erforderte den Einsatz von schwerem Gerät, Schienen und Loren sowie qualifiziertes Personal und überstieg die Möglichkeiten der lokalen Dienststellen. Albert Speer stufte diese Gewinnung von Baumaterial als bevorzugtes Projekt ein.
Vorgesehen war ursprünglich der Einsatz von 10.000 Häftlingen. Tatsächlich waren im Februar 1944 jedoch neben 2.000 Zivilarbeitern nur 2.040 Häftlinge dort eingesetzt. Zeitweilig blieben die Zwangsarbeiter wegen einer Typhusepidemie in Quarantäne, so dass ausschließlich Zivilarbeiter tätig waren.
Die Arbeiten waren Anfang Juni 1944 zu mehr als 80 % abgeschlossen und sollten planmäßig zum August 1944 auslaufen.

### Aufbau des Konzentrationslagers
Die Kommandantur des neuen Konzentrationslagers nutzte ein Gebäude an der Ulica Gęsia. Für das Konzentrationslager, das ursprünglich für 10.000 Häftlinge geplant war, wurden aus den geborgenen Baustoffen einige Baracken an einer Mauer des alten Zentralghettos errichtet. Am 23. Juli 1943 trafen dort 300 nichtjüdische Häftlinge aus Buchenwald ein. Bis Ende November wurden rund 3.700 jüdische Zwangsarbeiter aus Auschwitz eingeliefert. Viele davon starben an Typhus, sodass im Mai/Juni 44 zirka 2.500 ungarische Juden aus Auschwitz eingeliefert wurden, um sie zu ersetzen. Im Februar 1944 reduzierte man die geplante Kapazität auf 5.000 Häftlinge, doch erst am 10. Juni meldete die Bauleitung, das Konzentrationslager sei „bezugsfertig“ und könne in Kürze voll belegt werden.

### Die Lager-SS
Der erste Lagerkommandant des Lagers war Wilhelm Göcke, ehemaliger Lagerleiter des KZ Mauthausen. Nachfolger Göckes wurde nach wenigen Wochen SS-Hauptsturmführer Nikolaus Herbet mit dem Obersturmführer Wilhelm Haertel als Schutzhaftlagerführer. Nachdem das KZ Warschau am 24. April 1944 dem KZ Majdanek als Außenlager unterstellt worden war, folgten Obersturmführer Friedrich Wilhelm Ruppert als Lagerkommandant und Unterscharführer Heinz Villain als Schutzhaftlagerführer.
Nicht alle Abteilungen, die in anderen Konzentrationslagern üblich waren, wurden hier eingerichtet. Funktionsstellen blieben unbesetzt, so gab es zeitweilig keinen Lagerarzt.
Die Wachtruppe bestand aus knapp 150 „Volksdeutschen“ und osteuropäischen Trawniki-Männern.

### Lebensbedingungen
Schwere körperliche Arbeit an sechs Tagen der Woche bei unzureichender Ernährung und mangelhafte Unterbringung bestimmten den Alltag der Häftlinge. Mit dem Einsatz schwerer Maschinen überwog leichtere Arbeit beim Säubern und Stapeln von Ziegelsteinen. Durch angeeignete Wertgegenstände, die sich in den Ruinen anfanden, konnten über Zivilarbeiter Schwarzmarktgeschäfte angebahnt werden. Ehemalige Häftlinge beurteilen die Lebens- und Arbeitsbedingungen sehr unterschiedlich.

### Auflösung des Lagers
Das Lager wurde Ende April 1944 als Außenlager des KZ Majdanek geführt, war aber zu diesem Zeitpunkt bereits in Auflösung begriffen.
Ausgelöst wurde die organisatorische Neuordnung, die mit umfassenden personellen Veränderungen einherging, durch umfangreiche Korruptionsaffären. Neuer Lagerleiter wurde SS-Obersturmführer Friedrich Wilhelm Ruppert.
Am 28. Juli 1944 wurde das Lager von der SS „evakuiert“. Zuvor wurden 200 nicht marschfähige Häftlinge erschossen. 380 Zwangsarbeiter verblieben im Lager, um Material abzubauen und Geräte abzutransportieren. Rund 4.000 Häftlinge mussten zu Fuß unter vielen Todesopfern nach Kutno marschieren, von wo aus sie in Güterwagen in das KZ Dachau transportiert wurden.
Am 5. August 1944 erreichte eine Einheit der Armia Krajowa das Außenlager und konnte 348 Häftlinge befreien, bevor sie sich zurückziehen musste. Mit dem Einmarsch der Roten Armee am 17. Januar 1945 war das Lager endgültig befreit. Es existierte bis 1956 in Teilen weiter in verschiedenen Funktionen als Internierungslager, Kriegsgefangenenlager und Gefängnis für politische Gegner.

## Historiografie
Die polnische Staatsanwältin Maria Trzcińska (1931–2011) publizierte 2002 über das KZ Warschau und bezeichnete es als „Vernichtungslager im Zentrum Warschaus“. Sie behauptete, das Konzentrationslager habe sich über fünf Lagerkomplexe in der gesamten Stadt erstreckt. Trzcińska behauptete seit den 1980er-Jahren, in einem unterirdischen Tunnel seien von Oktober 1942 bis August 1944 Vergasungen mittels Zyklon B durchgeführt worden. Etwa 200.000 Polen seien dort ermordet worden.
Diese Thesen stießen sofort auf Widerspruch. Es gibt keinerlei Aussagen von Häftlingen, die auf Vergasungen hinweisen. Andreas Mix schrieb 2008, Trzcińskas Thesen seien „wissenschaftlich nicht seriös und [… werden] von Historikern kritisiert“. Gleichwohl fanden die Behauptungen im polnischen nationalkatholischen Milieu Widerhall.
Das Institut des Nationalen Gedenkens (IPN) hat offiziell die Behauptung dementiert, in einem Straßentunnel in Warschau-Wola seien 200.000 Warschauer vergast worden. Trotzdem verlangten nationalkatholische Aktivisten im Jahre 2009 vom Rat der Stadt Warschau den Bau eines Denkmals neben dem Tunnel.
Die Falschbehauptung, es habe ein Vernichtungslager in Warschau gegeben, stand von 2004 bis August 2019 im Artikel Warsaw concentration camp der englischsprachigen Wikipedia.
Möglicherweise ist sie die am längsten unentdeckte Falschbehauptung in der Wikipedia.